# روزتنویل
روزتنویل (به لاتین: Rosettenville) یک شهرک در آفریقای جنوبی است که در خائوتنگ واقع شده‌است. روزتنویل ۲٫۲۹ کیلومتر مربع مساحت و ۱۷٬۳۱۹ نفر جمعیت دارد.